# Роули (остров)
Роули (англ. Rowley Island) — остров Канадского Арктического архипелага.
Площадь острова составляет 1090 км². Длина береговой линии 219 км. Остров имеет вытянутую форму, длиной 70 км (с юго-запада на северо-восток) и шириной — от 7 до 20 км. От песчаной прибрежной зоны остров плавно повышается к узкому и плоскому плато высотой до 67 м в центральной части острова.
Остров Роули расположен в заливе Фокс, в 48 км к юго-западу от острова Баффинова земля. Ближайшие соседи — остров Кох в 10 км к северу и остров Брей на востоке.
Хотя остров и необитаемый, на нём размещена автоматическая станция раннего радиолокационного обнаружения (FOX-1), входящая в Северную систему предупреждения и автоматическая метеорологическая станция.
Назван в честь полярного исследователя Грэхэма Роули.